# Округ Полк (Орегон)
Округ Полк (енгл. Polk County) је округ у америчкој савезној држави Орегон.

## Демографија
По попису из 2010. године број становника је 75.403, што је 13.023 (20,9%) становника више него 2000. године.
| Група             | 2000.          | 2010.          |
| Белци             | 53.394 (85,6%) | 60.702 (80,5%) |
| Афроамериканци    | 263 (0,4%)     | 424 (0,6%)     |
| Азијати           | 683 (1,1%)     | 1.435 (1,9%)   |
| Хиспаноамериканци | 5.480 (8,8%)   | 9.088 (12,1%)  |
| Укупно            | 62.380         | 75.403         |